# Nakatonbetsu
Nakatonbetsu (中頓別町?) è una cittadina giapponese della prefettura di Hokkaidō.